# کتابخانه مرکزی شهر به نام میرزا علی اکبر صابر
کتابخانه مرکزی شهر به نام میرزا علی اکبر صابر (ترکی آذربایجانی: Mirzə Ələkbər Sabir adına Mərkəzi Şəhər Kitabxanası) کتابخانه مرکزی در جمهوری آذربایجان می‌باشد، که در اواخر سال ۱۹۱۹ تأسیس شده‌است.

## تاریخ کتابخانه
گروه آموزشی فرهنگی انجمن صنفی مصرف‌کنندگان آذربایجان در اواخر سال ۱۹۱۸ تصمیم بر آن می‌گیرد که، یک کار خیریه بکند، یعنی برای مردم آذربایجان کتابخانه ای انبوه به راه بیندازد. این بهترین کاری بود که، انجمن یاد شده در طول فعالیت خود انجام داده بود؛ و لیکن آن روزگار تأسیس کتابخانه ای مخصوص به مردم آذربایجان کار آسانی نبود. از آنجا که تا به آن موقع، هیچ انتشاراتی در آذربایجان وجود نداشت، نشریه‌هایی به ترکی آذربایجانی برای ارائهٔ کتابخانه، علی‌الخصوص به کتابخانه ای انبوه به دست نمی‌آمد. آن روزگار فقط معلمان و روشنفکران کتاب‌هایی را داشتند که، به واسطه‌های مختلفی گردآوری کرده بودند. پس از پشت سر گذراندن سختی‌ها و مذاکرات، برخی از آنان موافقت کردند، که کتاب‌ها را یا به کتابخانه بفروشند، یا کادو بدهند. با این روش اولین کتابخانه انبوه در آذربایجان به تأسیس رسید.
در راستای آشناسازی توده‌های مردم با این کتابخانه، نام میرزا علی‌اکبر صابر به مناسبت صدمین سالگرد مرگ ایشان به این کتابخانه دارای ۱۲۰۰ جلد کتاب گذاشته شد. پس افتتاحیهٔ رسمی کتابخانه در اسناد ماه مارس سال ۱۹۱۹ ذکر شده‌است.

## ساختمان کتابخانه
در اولین روزهای سال ۱۹۲۰، کتابخانه به دومین طبقه ساختمان شماره ۱۳ واقع در خیابان «عزیزبیگف» قبلی باکو نقل مکان داده شد. هنگام انتقال کتابخانه به بنای جدید، مخزن کتاب آن شامل ادبیاتی به زبان‌های ترکی استانبولی، عربی، فارسی و نیز تعداد کمی آذربایجانی بود.

## گسترش فعالیت کتابخانه
از سال ۱۹۲۰، کتابخانهٔ صابر فرصتی به دست می‌آورد تا عملکرد و فعالیت خود را بسط بدهد. ۱۰ سال بعد، در سال ۱۹۲۹ تعداد کتاب‌های موجود در کتابخانه به ۱۲۳۰۰ نسخه و خوانندگان آن به ۴۰۰۰ نفر می‌رسد.
کتابخانه جلسات ادبی، مناظره‌های علمی و غیره در جهت جذب توجه خوانندگان به خود و تبلیغ و ترویج کتاب‌های خوب بین جامعه کتابخوان برپا می‌نماید. این کارها به جذب صدها کتابخوان جدید به کتابخانه انجامید. کتابخانه محفل «زنان کتابخوان» را برای جلب توجه زنان آذربایجانی به خواندن کتاب در سال ۱۹۲۲ راه اندازی کرد.
تأسیس اولین بخش کتابشناسی در سرتاسر آذربایجان، در سال ۱۹۴۱ در این کتابخانه رقم خورد.